# Pieter van den Keere
Pieter van den Keere, ou Petrus Kaerius en latin, est un graveur et cartographe néerlandais né en 1571 à Gand et mort en 1646 à 75 ans. 

## Biographie
La famille de Pieter van den Keere, des protestants, s'installe à Londres entre 1584 et 1593, à cause de leur foi. Elle revient à Amsterdam en 1595 où Pieter van den Keere y travaille définitivement. Il est l'élève puis le beau-frère de Jodocus Hondius par sa sœur Colette.
Il se marie le 7 septembre 1599 à Amsterdam avec Anna Burth de Gand et une seconde fois le 10 mars 1623 avec une veuve de Gand, Anna Winnens. 
Sa première carte d'Irlande parait en 1591. Il est éditeur en 1609. Ses dessins de villes se trouvent dans plusieurs éditions du célèbre géographe Guicciardini et dès 1613 son nom est mentionné. 
Les États généraux lui commande le 24 janvier 1618, contre la somme de 150 florins, la livraison de Petri Kaerii Germania Inferior id est, XVII Provinciarum ejus novae et exactae Tabulae Geographicae, cum Luculentis Singularum descriptionibus additis. à Petro Montano. Outre ce travail, il fournit en 1617 un atlas des cartes des Pays-Bas, le Foederatarum Provinciarrum Infer. Germ. descriptio anno 1615, puis, en 1620 une carte des expéditions du marquis Spinola an den Rijnstroom et un folio de la vue panoramique d'Utrecht en 5 feuilles.

## Œuvre

### Graveur
La Bibliothèque nationale de France répertorie 52 documents pour Pieter van den Keere comme graveur :
- Belgii veteris typus, avec notes et forêts[5] ;
- Cambriae typus, avec au dos "d'Angleterre laquelle contient la Cambrie ou Wallie", carte éditée par Hondius et Claesz dans leur atlas à partir de 1607[6] ;
- Germaniae veteris nova descriptio, avec forêts, montagnes, monstres marins, navires à voiles, germains, angelots[7] ;
- Globe en 12 fuseaux, 1614, cartouche indique comme graveurs P. Koerius et Abraham Goos[8] ;
- Insularum britannicarum acurata delineatio, carte orientée à l'ouest. avec navires à voiles, cartouche entouré de personnages, monstres marins[9] ;
- Description de la mer Mediterranee, auquel sont deliniées & descriptes au vif toutes les costes de la mer Méditerraine[10] ;
- Thresor de Chartes, contenant les tableaux de tous les pays du monde, enrichi de belles descriptions, entre 1598 et 1602[11] ;
- Théâtre géographique du royaume de France contenant les cartes particulières des Provinces d'iceluy avec les Circonvoisines & celles des Frontières, 70 cartes en 74 folio[12].

Quelques gravures de Pieter van den Keere
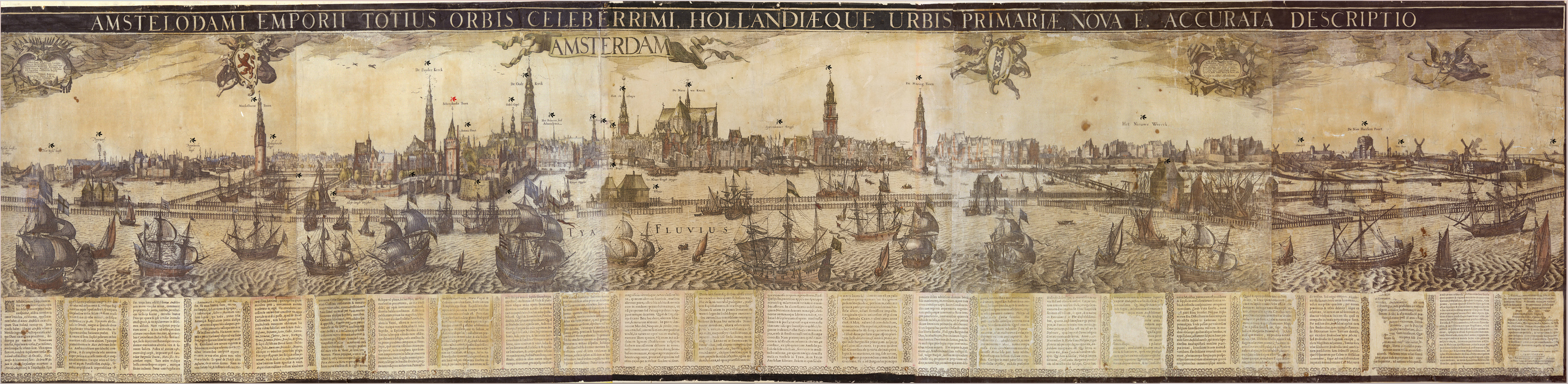
Panorama d'Amsterdam en 5 feuilles (1614-1618)

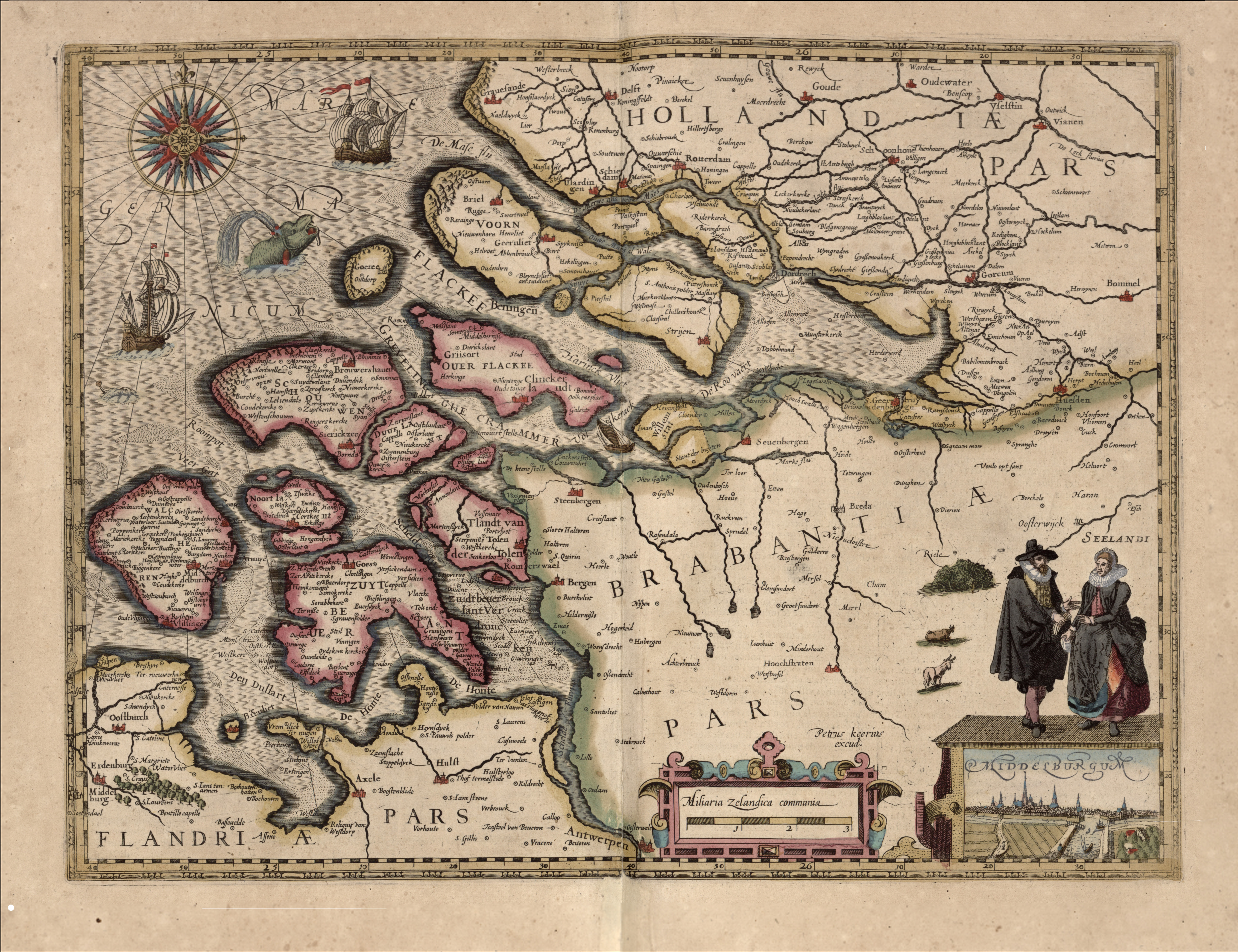
Province de Zeeland (1617)
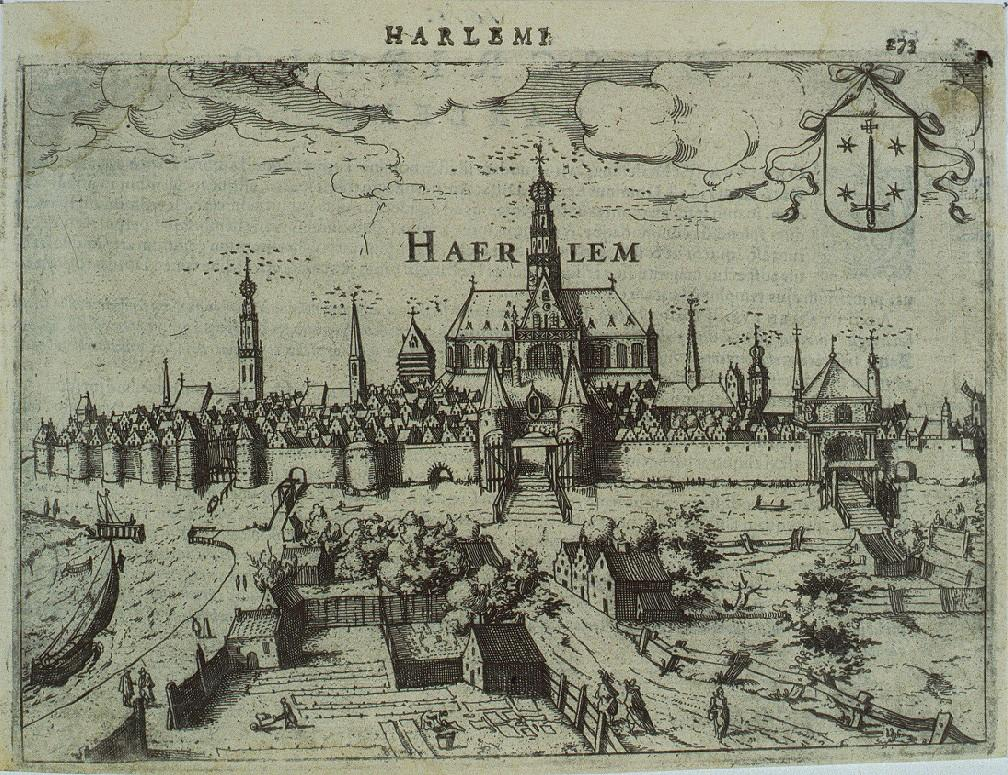
« Vue d'Haarlem » (1616) dans Omnium Belgii, sive Inferioris Germaniae, regionum descriptio
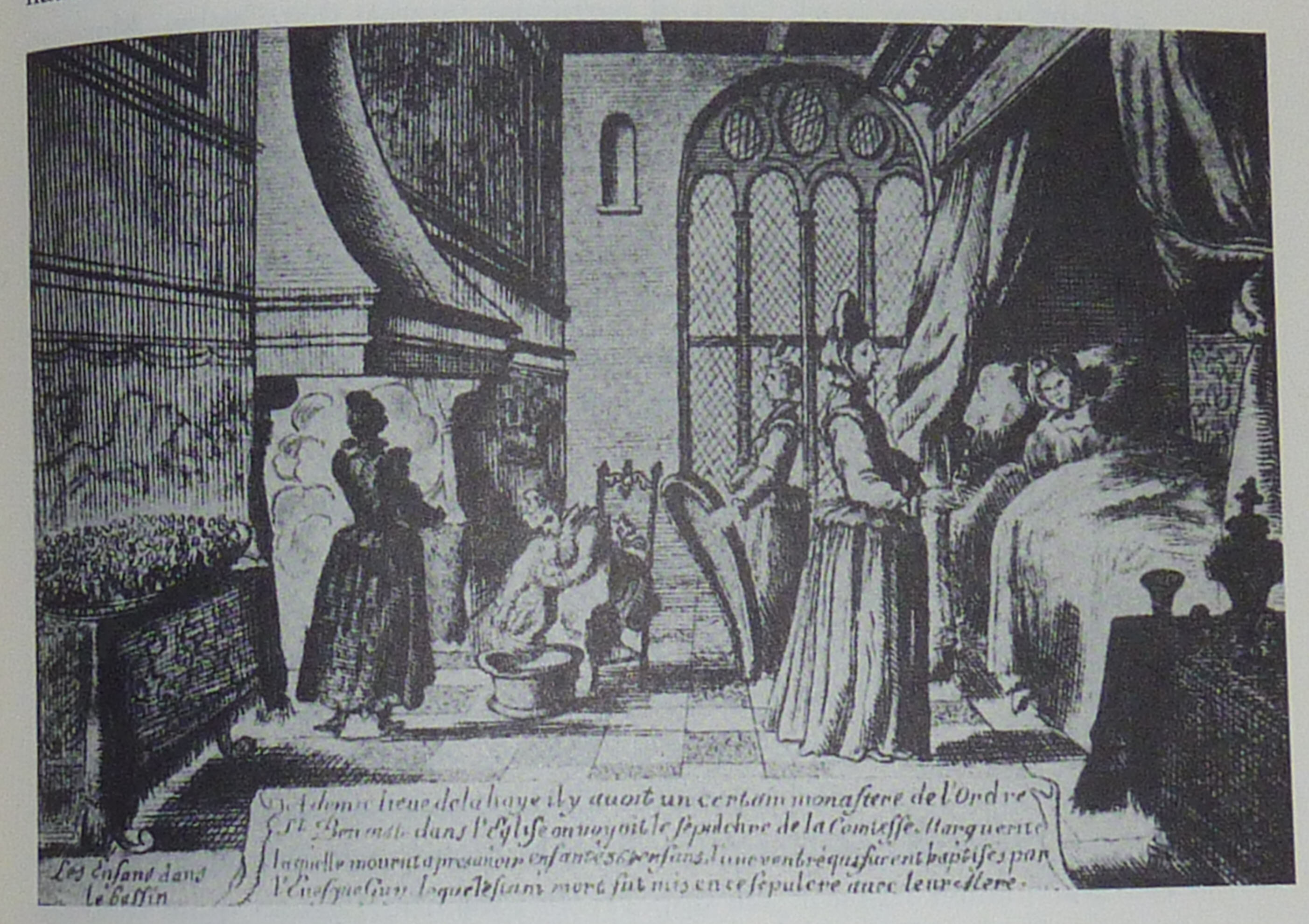
Accouchement, d'après la légende, des 365 enfants de Margarete von Henneberg
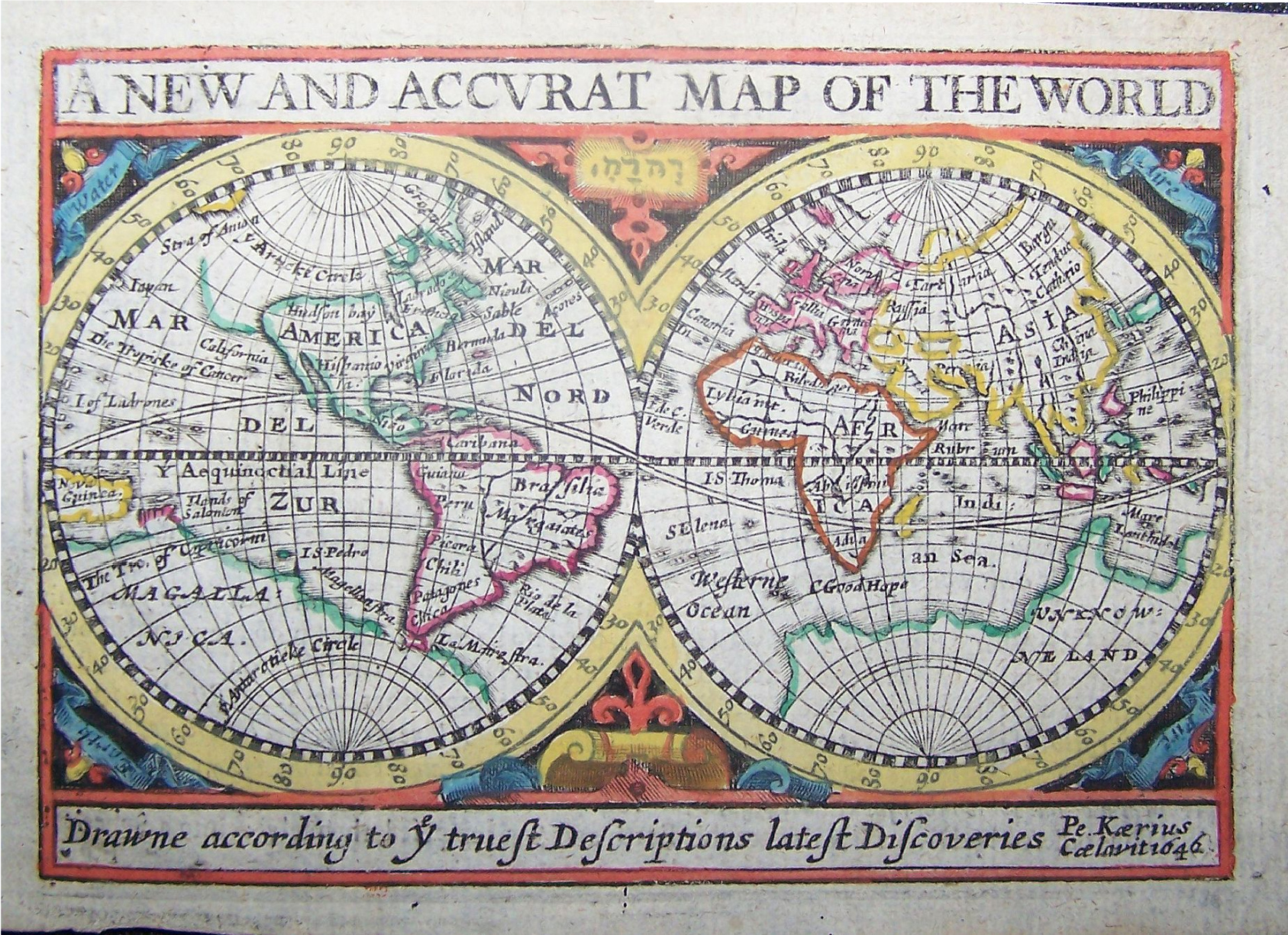
Carte terrestre (1646)

### Cartographe, illustrateur et éditeur
La Bibliothèque nationale de France répertorie 29 documents concernant Pieter van den Keere comme cartographe et 163 documents comme auteur, éditeur et marchand.
Un ensemble de cartes miniatures, gravées par Pieter van den Keere d'après Christopher Saxton (en), est édité pour la première fois entre 1605 et 1610 à Amsterdam par John Speed. Elles sont réimprimées en 1627 par George Humble sous la forme d'un atlas de poche de soixante-trois cartes qui sont connues depuis sous le titre de Miniatures de Speed.

Quelques cartes du Miniatures de Speed gravées par Pieter van den Keere
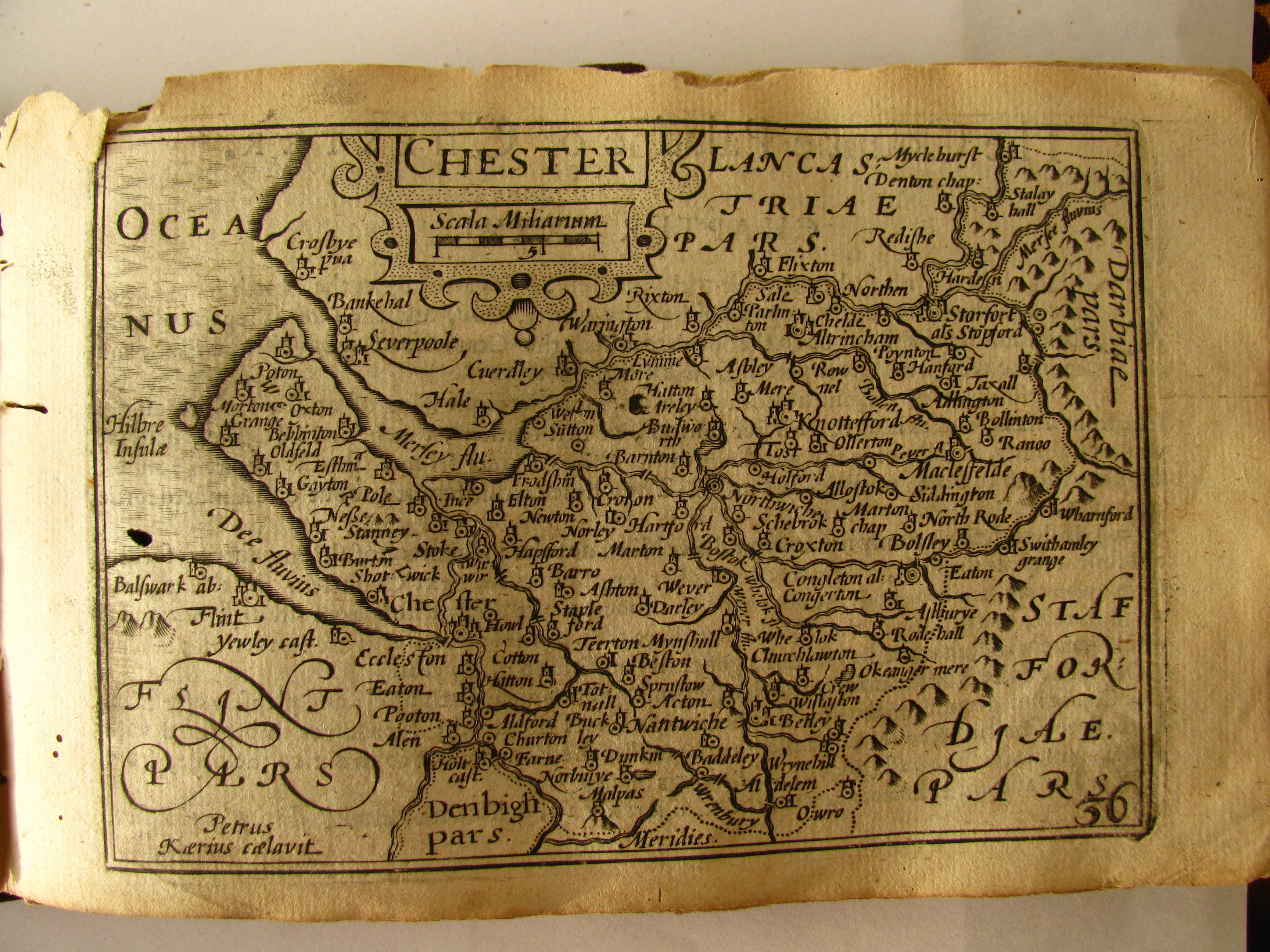
Comté de Chester
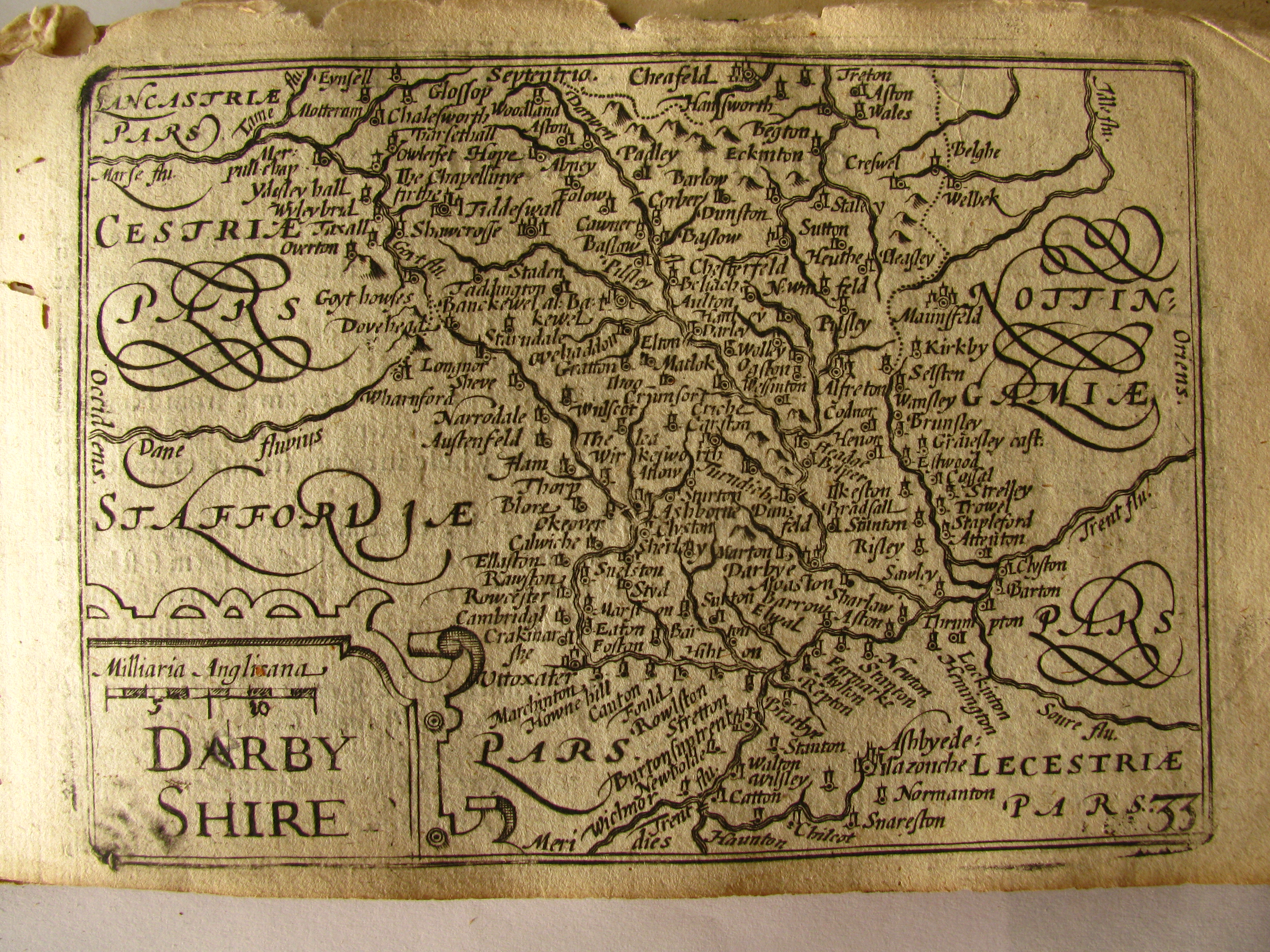
Comté de Darby
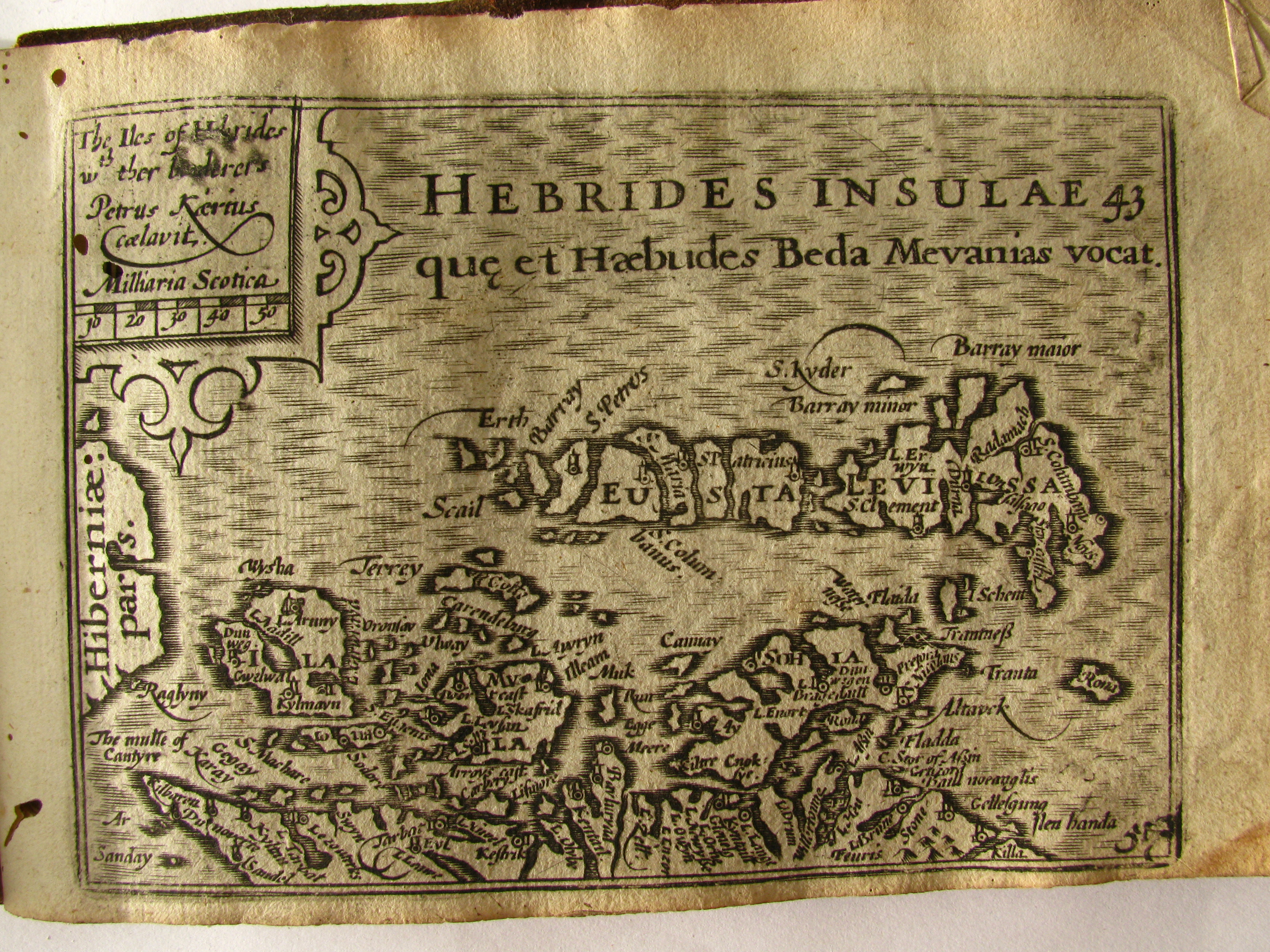
Îles Hébrides
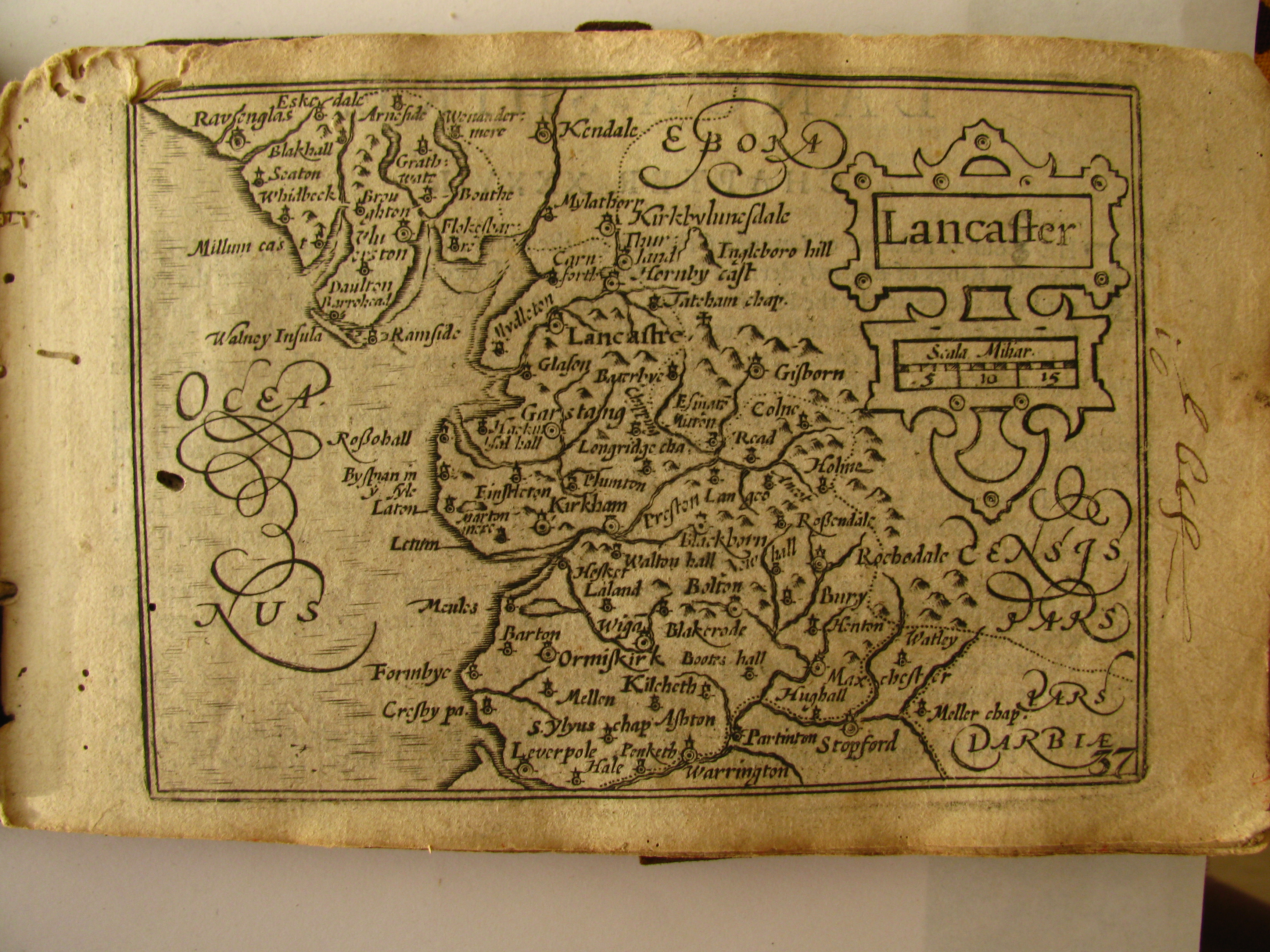
Comté de Lancaster
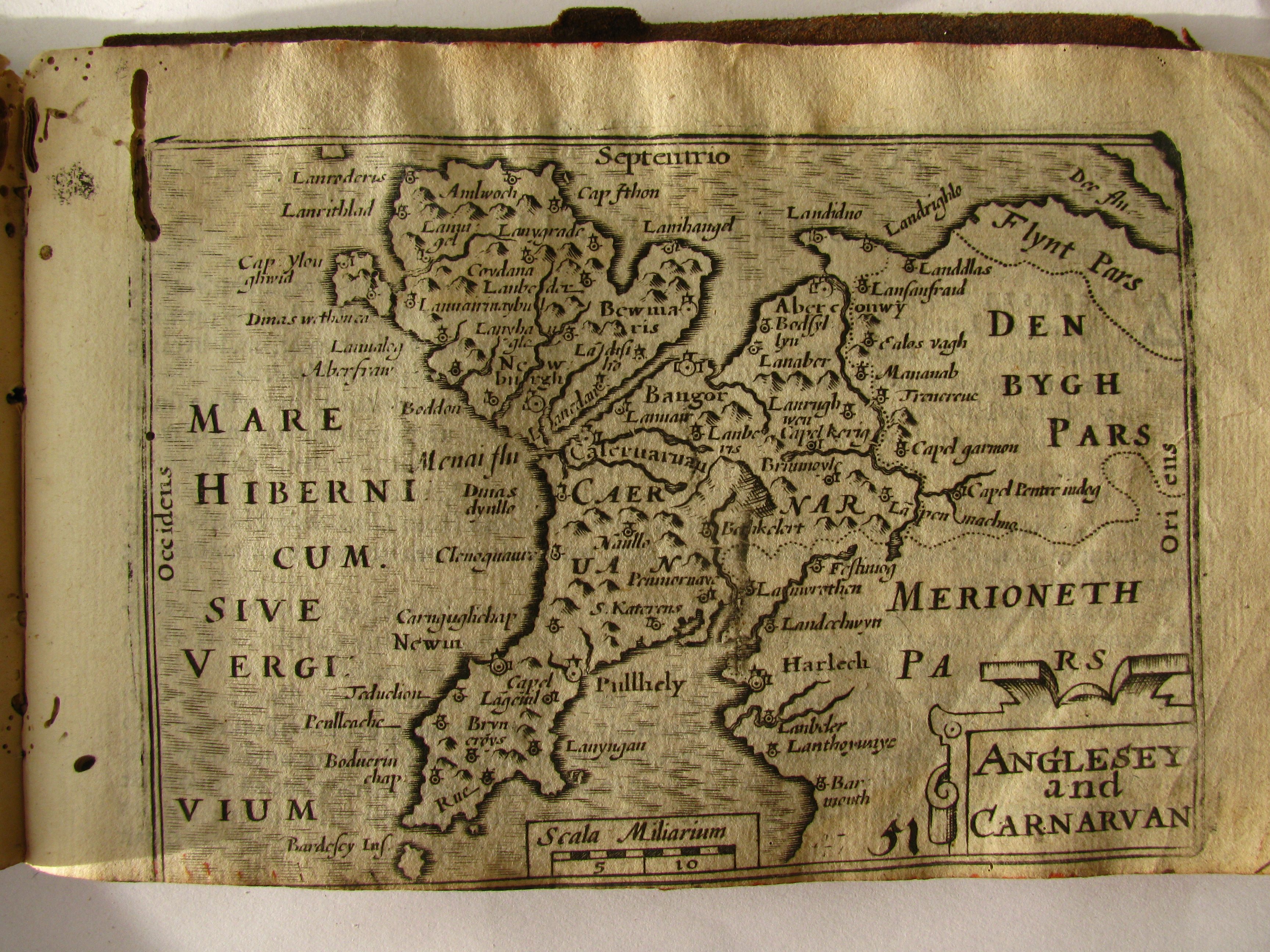
Anglesey et Carnarvan

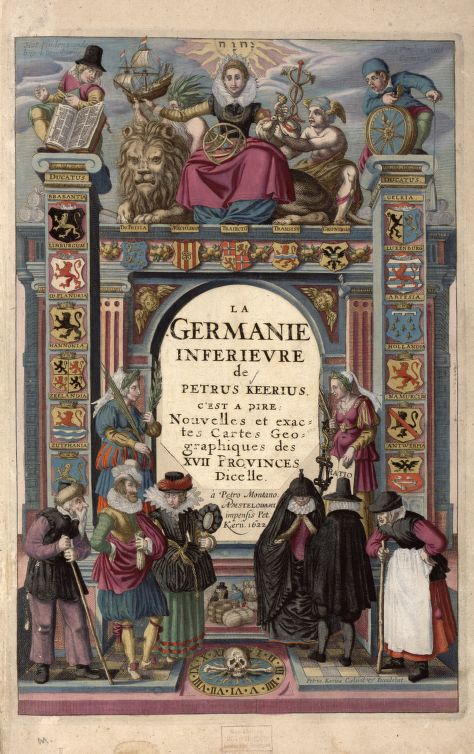
La Germanie inférieure de Petrus Keerius (édition française, 1622).

D'autre part, de très nombreuses éditions sont parues en collaboration avec d'autres artistes :
- Asiae nova descriptio, carte gravée, Amsterdam, 1614[16] ;
- Belgii veteris typus ex conatibus Geographic, carte gravée, Amsterdam, vers 1617[17] ;
- Bohemia in suas partes geographice distincta, carte avec type d'habitants gravés, Amsterdam, 1620[18]
- Celeberrimi Flandriae Comitatus Typus, avec cartouche décoré d'un couple de bourgeois flamands, 1608[19] ;
- Nova totius terrarum orbis geographica ac hydrographica tabu la, Amsterdam, 1608[20] ;
- Thraciae Veteris Typus, document cartographique par Abraham Ortelius cartographe[21], 1612, édition scientifique de Pieter van den Keere[22] ;
- Corpus der älteren Germania-Karten par Pieter van den Keere cartographe, Amsterdam 1615,  2 vol., 504 p.+ [156] f. de cartes en noir et en couleur[23] ;
- Théâtre geographique du royaume de France[24] ;
- Aix-Aken, document cartographique, 1613, description de tous les Pays-Bas par Pierre Keere[25] ;
- Contributions communes entre Pieter van den Keere et 49 personnes ou organisations[26].